# 北山武征
北山 武征(きたやま たけゆき、1944年3月9日 - ）は、日本の元公務員。公園管理運営士会副会長。

## 来歴
香川県出身。1966年に大阪府立大学農学部園芸学科を卒業後、建設省に入省した。
1985年に都市局公園緑地課建設専門官となり、以降は地域振興整備公団、1989年時点では建設省都市緑地対策室長、1990年時点では埼玉県住宅都市部次長、1996年時点では大阪市建設局と、建設省・公団・地方自治体の建設関係部署に複数在籍した。退官後の2004年時点には公園緑地管理財団副理事長を務めていた。
2000年に、第22回日本公園緑地協会北村賞を受賞した。